# Paweł Szulkin
Paweł Szulkin (ur. 29 sierpnia 1911 w Smorgoniach, zm. 15 września 1987 w Lyonie) – polski fizyk, nauczyciel akademicki, rektor Politechniki Gdańskiej (1949–1951), członek PAN, przedstawiciel Polski w UNESCO.

## Życiorys
Urodził się w Smorgoniach, obecnie na terytorium Białorusi, w rodzinie Idela Szulkina i Małki Frydzon. Miał brata Michała. Uczęszczał do gimnazjum w Wilnie. Aresztowany za poglądy, wykupiony przez rodziców wyjechał do Paryża. Tam zdał maturę i ukończył studia w École supérieure d’électricité, stopień doktora fizyki uzyskał na Sorbonie. W latach 1936–1939 pracował jako główny konstruktor w zakładach „Elektrit” w Wilnie.
Po wybuchu II wojny światowej został wywieziony w głąb ZSRR, gdzie pracował nad konstrukcjami systemów łączności dla wojska. Był zatrudniony w Moskwie, od 1941 w Akademii Łączności im. Podbielskiego. Wstąpił do 1 Armii Wojska Polskiego, w 1943 został mianowany na majora. Wykładał tam oraz kierował Laboratorium Badań Specjalnych. Już wtedy był autorem 6 patentów i 10 publikacji nt. radiotechniki – opracowanych w 5 językach. Stworzył szereg konstrukcji aparatury dla wojsk zmotoryzowanych i lotnictwa. W 1944 z 1 Armią Wojska Polskiego wkroczył do Lublina. Został dziekanem Wydziału Elektrycznego na Politechnice Warszawskiej z siedzibą w Lublinie, gdzie prowadził wykłady z podstaw elektroniki, matematyki oraz mechaniki teoretycznej. Wykładał również fizykę na UMCS w Lublinie.
Jako zastępca dyrektora technicznego Polskiego Radia w Warszawie kierował budową radiostacji w Raszynie. Od października 1945 kierownik Katedry Radiotechniki Wydziału Elektrycznego Politechniki Gdańskiej. Od podstaw organizował laboratoria oraz kadrę naukowo-dydaktyczną. Do 1948 kierował utworzonym z jego inicjatywy Przedsiębiorstwem Państwowym Morska Obsługa Radiowa Statków. Powołany na wicedyrektora Państwowego Instytutu Telekomunikacyjnego w Warszawie, pracował jednocześnie w Katedrze Radiolokacji Politechniki Warszawskiej. W latach 1949–1951 pełnił funkcję rektora Politechniki Gdańskiej, gdzie w 1951 został mianowany profesorem zwyczajnym w Katedrze Radiotechniki Wydziału Elektrycznego PG. W tym samym roku przeniósł się na Politechnikę Warszawską. Od 1952 kierował Zakładem Elektrotechniki Teoretycznej Instytutu Podstawowych Problemów Techniki PAN.
Był członkiem korespondentem PAN, od 1961 członkiem rzeczywistym PAN, w latach 1961–1962 zastępcą sekretarza naukowego PAN. Jako przedstawiciel Polski w UNESCO został wysłany do Paryża. Od 1966 pełnił funkcję dyrektora Departamentu ds. Nauki UNESCO. W 1968 pozbawiono go prawa powrotu do kraju – zamieszkał w Lyonie, gdzie wykładał w École centrale de Lyon. 
Był mężem Marii Mielnik, ojcem reżysera Piotra.
Zmarł 15 września 1987 w Lyonie, pochowany na cmentarzu Père-Lachaise w Paryżu (kwatera 87, kolumbarium nr 11224).

## Ordery i odznaczenia
- Order Sztandaru Pracy II klasy (22 lipca 1951)[4]
- Krzyż Oficerski Orderu Odrodzenia Polski (11 sierpnia 1945)[5]
- Medal 10-lecia Polski Ludowej (19 stycznia 1955)[6]